# كين إليس
كين إليس (بالإنجليزية: Ken Ellis)‏ (29 مايو 1948 بسندرلاند في المملكة المتحدة - 1 يناير 1992) هو لاعب كرة قدم بريطاني في مركز الدفاع. لعب مع نادي هارتلبول يونايتد ونادي سكاربورو ونادي جوول ‏ وA.S.V. Oostende K.M. ‏ وWavre Sports FC ‏ ودارلينجتون إف سى.